# Loyall
Loyall – miasto w Stanach Zjednoczonych, w stanie Kentucky, w hrabstwie Grant.